# Euronews
Euronews (укр. Євронью́з, фр. La Chaîne Européenne Multilingue d’Information Euronews) — провідний європейський цілодобовий інформаційний телеканал, що суміщає відеохроніку світових подій і аудіокоментарів тринадцятьма мовами, крім того, ведеться вечірнє мовлення румунською мовою. Кабельне, супутникове і ефірне мовлення EuroNews охоплює понад 350 мільйонів домоволодінь в 155 країнах світу (у Європі, Африці, Азії, Австралії, Північній і Південній Америці, а також на Близькому Сході). Рік заснування — 1993 р. Головним редактором є Пітер Басараб (рум. Peter Basarab), Гарденія Треццині (італ. Gardenia Trezzini), генеральним директором — Мікаель Петерс (нім. Michaël Peters)

## Історія Euronews

### Історія створення
Передумови створення каналу пов'язані з розвитком утвореного в 1992—1993 роках. Європейського союзу та з проблемою ефективного функціонування Європейського парламенту. Крім того, створення EuroNews стало першим успішним втіленням ідеї пан'європейського інформаційного некомерційного телеканалу, яку національні державні і громадські мовники різних країн виношували з часів заснування ними Європейської мовної спілки (European Broadcasting Union) в 1950 році.
Головною метою ЄВС було створення умов для вільного обміну телепрограмами, який дозволив би знизити витрати на їх виробництво і створити певний телепростір, що дає глядачам в різних країнах Європи відчуття причетності до світової спільноти.
Проте аж до поширення супутникового зв'язку ЄВС не вдавалося втілити в життя ідею єдиного міжнародного телеканалу. Головною перешкодою на цьому шляху були складності в технічній реалізації багатомовного телеканалу. Лише у 1982 році завдяки співпраці з Європейським космічним агентством ЄВС зміг запустити технічний прототип сьогоднішнього EuroNews — тестовий канал Eurikon, за допомогою якого для обмеженої аудиторії циклічно передавалися програми п'яти компаній — членів союзу. Цей експеримент дозволив фахівцям випробувати такі практичні аспекти міжнародного мовлення як дублювання і передача субтитрів різними мовами.
Натхненний цим успіхом, консорціум з п'яти членів ЄВС заснував в 1985 році телеканал Europa TV, що транслював широкий спектр передач, які (щодо задуму творців) повинні були відповідати потребам всіх європейців незалежно від їх громадянства. Цей проект зазнав невдачі: пропрацювавши трохи більше року, канал збанкрутував і припинив існування, що на тривалий період затримало розвиток громадського пан'європейського телебачення. Міжнародне новинне мовлення виявилося повністю в руках комерційних компаній (таких як Sky Broadcasting і CNN).
Нову, більш успішну спробу, ЄВС зробив в 1989 році. Негативний досвід Europa TV змусили консорціум відмовитися від ідеї бюджетного телеканалу широкого профілю на користь тематичного каналу, що частково фінансується приватним партнером (News International Руперта Мердока). Так з'явився існуючий і зараз Eurosport.
У 1992 році лідерами європейських держав було підписано Маастрихтський договір, відповідно до якого на базі Європейського співтовариства в 1993 було утворено Європейський союз. У тому ж році з ініціативи Європейської мовної спілки було створено канал EuroNews. Пояснювалося, що метою його запуску є необхідність дати європейцям новинну службу, яка відображатиме їх загальні інтереси і перспективи. Крім того, завданнями каналу були висвітлення діяльності європейських інституцій, нейтралізація мовлення на Європу англосаксонських новинних каналів, зокрема американської CNN Int. і британської BBC World, і, що найважливіше, — сприяння європейській інтеграції.

### Ранні роки (1992—1995)
У червні 1992 року громадські мовники France Télévisions, Rai, RTP, RTBF, ЕРТ, Yle, державні TVE, рік, ERTU і комерційний TMC створили телекомпанії SECEMIE і SOCEMIE. Телевізійне мовлення каналу розпочалося з 1 січня 1993 року в п'яти європейських мовах: англійській, французькій, іспанській, німецькій і італійській. У момент його створення Euronews був єдиним у своєму роді каналом, що транслювався одночасно на декількох мовах.

### ВхожденяAlcatelи ITN (1995—2001)
У травні 1995 року компанія Alcatel викупила 49 відсотків акцій, проте вже 28 листопада 1997 року цей пакет у Alcatel було викуплено приватною британській телекомпанією ITN. У листопаді 1999 року шостою мовою стала португальська.

### Розрив с ITN та вхождення ВГТРК, НТК України та TRT (2001—2015)
У 2001 році ВГТРК було викупено 1,8 % акцій SECEMIE, а з 2 жовтня 2001 року стала виходити в ефір повноцінна російська версія Euronews. 24 квітня 2003 року акціонери-мовники викупили акції у ITN. 11 травня 2004 року частка акцій ВГТРК збільшилася до 16,94 %. 27 травня 2008 року RTVE (в 2007 році в неї об'єдналися TVE і RNE) вийшла з числа акціонерів Euronews. 8 вересня 2005 року 1 % акцій SECEMIE придбала НТК Україна, однак українську версію телеканалу Euronews було запущено тільки 24 серпня 2011. Наприкінці 2000-х було створено версії телеканалу на неєвропейських мовах: 12 липня 2008 року — на арабській, 27 жовтня — на фарсі. 19 грудня 2008 року SECEMIE і SOCEMIE об'єдналися у Euronews SA. У 2009 році турецький державний мовник TRT викупив 15,70 % акцій, з 30 січня 2010 було запущено повноцінну версію турецькою мовою. 11 січня 2011 року телеканал перейшов на формат мовлення 16: 9. 2 жовтня 2012 року Euronews SA запустив радіостанцію Euronews Radio англійською, польською, німецькою, французькою, італійською, іспанською та російською мовами. На початку 2010-х років було запущено ще декілька версій Euronews на європейських мовах: 16 червня 2011 року — польською, 18 грудня 2012 року — грецькою, 30 травня 2013 року — угорською.

### Входження Media Globe Networks (2015)
У лютому 2015 року єгипетський телемагнат Нагіб Савіріс, власник компанії Media Globe Networks, придбав 53 % від пакета акцій каналу Euronews.
19 березня 2015 року було відкликано ліцензію на українську версію Euronews, що належала Inter Media Group Дмитра Фірташа та Сергія Льовочкіна. Восени 2016 року стало відомо, що українську служба Euronews буде закрито, а її журналістів звільнено. Мовлення українською мовою було припинено 21 травня 2017 року через фінансові труднощі.

### Співпраця зNBC(з 2016)
З листопаду 2016 року канал Euronews має стратегічні партнерські відносини з американською компанією NBC, що викупила 25 % акцій європейського мовника.
1 листопада 2016 року версія телеканалу англійською мовою розпочала мовлення в стандарті високої чіткості (HD).
24 травня 2017 року Euronews змінив стратегію мовлення: єдиний відеопотік на декількох мовах замінили на 12 самостійних телеканалів з різних відеорядом і набором програм, стали формуватися незалежні випуски новин для кожної країни. З 22 травня 2018 року на каналі починає виходити щоденне ранкове шоу Good Morning, Europe.

## Опис каналу

### Штаб-квартира і штат
Штаб-квартира Euronews розташовується в Ліоні, Франція. Саме там, в багатоповерховій будівлі, працюють команди журналістів всіх мовних редакцій, адміністрація та інженерно-технічні служби телеканалу. Звідти телесигнал, що містить єдиний відеопотік і одинадцять звукових каналів, — аудіонесних — передається на мережу з 24 супутників, що забезпечують мовлення на всі населені континенти.
У штаті телеканалу є 250 чоловік, зокрема 157 журналістів з різних країн, що говорять, в цілому, більш ніж на 30 мовах (кожен із співробітників володіє 3-4 мовами). З погляду редакції Euronews, така мультикультурна різноманітність сприяє компетентному і неупередженому висвітленню подій, що відбуваються в різних куточках земної кулі.
Цілодобова трансляція Euronews однакова і синхронна у всіх охоплюваних країнах і на всіх мовах, проте при ідентичному відеоряді текст в кожній з семи мовних версій, як правило, оригінальний і не збігається з рештою. Це пояснюється тим, що сім журналістів пишуть «озвучення» до змонтованого відеосюжету одночасно і паралельно, не звіряючись з якимось єдиним зразком і керуючись при цьому єдиною редакційною політикою. Крім більшої оперативності, така організація роботи забезпечує індивідуальний зміст, адекватний потребам різномовної аудиторії. Слоган Euronews — «Багато голосів, єдиний погляд».
За даними на лютий 2006 року, акціонерами телеканалу є 20 суспільних і державних телекомпаній країн Європи і Середземномор'я. Найбільші пакети належать:
- France Television (Франція, 24,05 %)
- RAI (Італія, 21,65 %)
- RTVE (Іспанія, 18,81 %)
- ВГТРК (Росія, 16,06 %)
- SSR (Швейцарія, 9,20 %)

Акціонери займаються діловим управлінням і не можуть впливати на редакційну політику Euronews.

### Формати

#### Телебачення
Euronews освітлює світові події, актуальні з європейської точки зору. Екстрена інформація оперативно передається у форматі прямих включень з місць подій; регулярно оновлюване зведення виходить в ефір щопівгодини і включає, разом з сюжетами про ключові суспільно-політичні події, фінансові новини, спортивну хроніку, звіт про діяльність європейських органів влади і прогнози погоди в Європі і світі. Крім того, ряд тематичних передач присвячені культурним подіям, розвитку науки і високих технологій, охороні довкілля, різноманітним проблемам жителів європейського регіону й іншим актуальним питанням.
Канал декларує принципову позицією редакції Euronews, з моменту початку мовлення в січні 1993 року, є незалежність і нейтральність в подачі інформації: будучи вільною від якого б то не було політичного або економічного тиску, редакція не оцінює і не підтримує жодну із сторін освітлюваних конфліктів, надаючи кожній з них можливість викласти свою точку зору.

#### Радіо
2 жовтня 2012 компанія запускає власну радіостанцію. Мовлення надаватимуть англійською, французькою, німецькою, російською, італійською та іспанською. Наразі мовлення українською не планують.
Тестова аудіо-трансляція з 25 березня 2012 доступна за адресою: http://www.euronewsradio.com/ [Архівовано 15 грудня 2019 у Wayback Machine.]. Наразі радіостанція транслює новини (щоп'ятнадцять хвилин у прайм-тайм(з 5:00 до 10:00,влітку і з 4:00 до 9:00 взимку) і щотридцять хвилин решту доби), новини спорту, культури і бізнесу, а також погоду, тобто ефір дублює ефір телеканалу Euronews, однак особовою відмінністю Euronews Radio є те, що рубрика «No Comment» замінена європейською класичною музикою, а прогноз погоди озвучує диктор. Решту часу (30 %) займає переважно інструментальна музика.

### Доступні мови мовлення
Станом на серпень 2011 року, ведеться цілодобове і щоденне мовлення на 11 мовах, яке історично складалося наступним чином:
- З 1 січня 1993 року телеканал вів мовлення на п'яти європейських мовах: англійською, французькою, іспанською, німецькою та італійською.
- У 1999 році шостою мовою мовлення стала португальська.
- З вересня 2001 року стала виходити в ефір повноцінна російськомовна версія.
- З 12 червня 2008 Euronews став виходити також арабською мовою[4]. Мовлення цією аудіодоріжкою припинено у 2017 році.
- З 30 січня 2010 року запущена повноцінна версія турецькою мовою.
- З 27 жовтня 2010 року почалася цілодобова трансляція на фарсі.
- З 17 серпня 2011 року почала працювати українська версія сайту Euronews,[5] а з 24 серпня 2011 року по 21 травня 2017 року тривало цілодобове телемовлення українською мовою.[6]

### Телепрограмми каналу
- Brussels Bureau (Брюссельське бюро) — останні новини, інтерв'ю та аналіз подій в Європі.
- Business Line — програма про бізнес і економіку: головні економічні новини тижня, аналіз подій і коментарі.
- Business Planet — калейдоскоп історій успіху, досвід інших підприємців.
- Cinema (Кіно) — всі останні новини кіно.
- Corner — щотижнева футбольна програма.
- Cult — культурні події з усієї Європи.
- Euronews Weekend.
- Futuris — все про провідниі дослідницькі розробки Європи.
- The Global Conversation (Глобальний діалог) — інтерв'ю зі світовими лідерами та ньюсмейкерами.
- Gravity (Вертикаль) — новини гірськолижного спорту.
- Insiders — аналіз, розслідування та ексклюзивні репортажі з місць подій.
- No Comment (Без коментарів) — найбільш вражаючі відео з усього світу, без редагування, з оригінальним звуком.
- Markets (Ринки) — міжнародні та європейські ділові новини.
- Metropolitan (Метрополітенс) — докладне знайомство з містом — туризм, економіка, питання енергозбереження та багато іншого.
- Musica (Музика) — останнє з світу музики: музиканти, концерти, поп-музика, рок і опера.
- Postcards (Листівки з дороги) — щотижнева передача про подорожі, присвячена конкретним аспектам національної культурної спадщини.
- Real Economy (Реальний сектор) — макроекономіка в щоденному житті.
- Sci-Tech — новини про високі технології.
- Smartcare — програма про інновації в сфері охорони здоров'я.
- Speed (Швидкість) — все, що вам потрібно знати про автоспорт.
- State of the Union (Про стан Союзу) — тижневий огляд новин Євросоюзу з аналізом ключових подій та анонсами майбутніх.
- Target (Мета) — трихвилинні аналітичні репортажі присвячені злободенним економічним питанням та глобальним тенденціям.
- Доброго ранку, Європа.
- Новини дня.

## Охоплення і аудиторія
|  |
|  |

Охоплення телеканалу Euronews в Європі, за даними на 3 квартал 2005 року, становить 165 мільйонів помешкань, що значно перевищує конкурентів (CNN International — 118 млн, ВВС World — 73 млн, CNBC — 71 млн.).
Щоденна аудиторія європейського телеканалу в ключових ринках регіону(Велика Британія, Франція, Іспанія, Німеччина та Італія)також залишає інші канали позаду. За даними European Media and Marketing Survey (EMS зима-2005), daily reach (середньодобова зона обслуговування) EuroNews в цих країнах становить 1 399 000 глядачів (проти 1 344 000 у CNN International, 708 000 у ВВС World, 495 000 у Bloomberg і 446 000 у CNBC).
EMS відзначає, що аудиторія EuroNews росте швидше, ніж у інших каналів — щодня до його глядачів приєднуються ще 80 000 чоловік. За рік аудиторія EuroNews збільшилася на 4 % (аудиторія CNN International — на 3 %), при цьому за останніх 10 років її зростання склало 86 %.

## Україномовна версія Euronews
З 16 листопада 2009 року на Першому національному телеканалі почали виходити 15-ти хвилинні випуски новин від Euronews українською мовою. 7 квітня 2011 Валід Арфуш, заявив, що 24 серпня 2011 року стартує повноцінна версія українською мовою. 2 серпня 2011 року в Ліоні Euronews і НТКУ спільно анонсували офіційний запуск української версії Euronews згідно з угодою, укладеною в жовтні 2010 р. 17 серпня 2011 року о 14:00 за середньоєвропейським часом відкрився офіційний сайт української служби Euronews Підготовка до запуску нової служби ведеться командою з 17 україномовних журналістів на чолі з Фіделем Павленком, якого призначено головою української служби. На момент запуску українська версія Euronews транслюватиметься через супутник Eutelsat Hot Bird 6 (13° сх. довготи), який охоплює європейський континент, середземноморський басейн та Центральну Азію.
25 серпня 2011 року «Телекритика» опублікувала критичний матеріал про українську службу Euronews, заявивши про тенденційне редагування новин на користь Віктора Януковича.
30 серпня 2011 року Український тиждень помістив новий критичний матеріал під назвою «Український Євролайз», тобто «Українська Євробрехня», в якій ідеться про тенденційність новин української служби насамперед 24 серпня 2011 року та звернення у зв'язку з цим депутатів БЮТ до керівництва каналу, а також наводяться аргументи керівника української служби Фіделя Павленка на свій захист.
15 листопада 2012 року видання «Телекритика» повідомило про можливе припинення мовлення україномовної служби через заборгованість зі сторони України.
З 2015 року ліцензія на українську версію міжнародного телеканалу Euronews належить медіагрупі Inter Media Group Дмитра Фірташа і Сергія Льовочкіна.
Восени 2016 року стало відомо, що українська служба Euronews буде закрита через проблеми з фінансуванням, а її журналісти звільнені. У грудні 2016 року на Euronews пройшов 24-годинний страйк із закликом зберегти українську редакцію.
21 травня 2017 року українська редакція припинила існування, в ефірі українських кабельних мереж її замінила російська.

## Російськомовна версія Euronews

### Поширення проросійської пропаганди російськомовною версією Euronews російською
Російськомовна версія Euronews російською відома своєю антиукраїнською редакторською політикою та поширенням кремлівської пропаганди.
Так 24 січня 2018 року у МЗС України в особі тодішньої речниці Мар'яни Беци, було закликано телеканал Euronews виправити матеріал про окупований Крим, у якому журналісти не згадали про незаконну анексію півострова та розказали, як російська армія навчає дітей знешкоджувати міни. Голова МЗС Литви такий сюжет назвав «промиванням мізків».
У квітні 2021 року українське видання detector.media провело розслідування й виявило, що російськомовна версія Euronews російською доступна в Україні, зокрема в пакетах провайдера Ланет. Журналісти-розслідувачі detector.media проаналізували контент цієї російськомовної версії Euronews і дійшли висновків, що канал згідно з українськими законами мав би бути забороненим в Україні, оскільки він поширює кремлівську пропаганду, зокрема контент каналу містить популяризацію та пропаганду органів держави-агресора (Росії) та їхніх окремих дій, що виправдовують чи визнають правомірною окупацію території України.
Телеканал після Російського вторгнення неодноразово звинувачували, що вони поширюють російську пропаганду. Наприклад час Боїв за Сєвєродонецьк, в сюжеті показали звернення так званої глави ЛНР Леоніда Пасічника 21 березня 2022 року канал Еuronews припинив мовлення у Росії. Причиною закриття стали санкції через російське вторгнення на територію України.

### Заборона Euronews російською в Білорусі за поширення кремлівської пропаганди
З 12 квітня 2021 року Міністерство інформації Республіки Білорусь забороняє транслювати Euronews в Білорусі.

## Англомовна версія Euronews англійською

### Поширення проросійської пропаганди англомовною версією Euronews англійською
Керівниця Центру стратегічних комунікацій та інформаційної безпеки Любов Цибульська у травні 2021 року зазначила що «вплив Кремля на нібито нейтральний канал [Euronews] помітний не лише у матеріалах російського Euronews, але й у підході до викладу англомовних новин [версії каналу Euronews англійською]».